# Glycosmis medogensis
Glycosmis medogensis là một loài thực vật có hoa trong họ Cửu lý hương. Loài này được D.D.Tao ex C.C.Huang mô tả khoa học đầu tiên năm 1986.